# Communauté de communes Ceps et Sylves
La communauté de communes Ceps et Sylves est une ancienne communauté de communes française, située dans le département de l'Hérault et la région Languedoc-Roussillon.

## Histoire
- Date de création : 12 décembre 1996
- Date de dissolution : 31 décembre 2012

## Communes
Elle regroupait 6 communes :
| Nom                           | Code Insee | Gentilé                    | Superficie (km2) | Population (dernière pop. légale) | Densité (hab./km2) |
| ----------------------------- | ---------- | -------------------------- | ---------------- | --------------------------------- | ------------------ |
| Saint-Jean-de-Cornies (siège) | 34265      |                            | 3,11             | 691 (2014)                        | 222                |
| Buzignargues                  | 34043      | Buzignarguais              | 4,61             | 290 (2014)                        | 63                 |
| Campagne                      | 34048      | Campagnencs/Campagnencques | 4,84             | 315 (2014)                        | 65                 |
| Galargues                     | 34110      | Galarguains                | 11,43            | 690 (2014)                        | 60                 |
| Garrigues                     | 34112      | Garriguais                 | 4,92             | 173 (2014)                        | 35                 |
| Saint-Hilaire-de-Beauvoir     | 34263      |                            | 4,69             | 394 (2014)                        | 84                 |

Depuis le 1er janvier 2013, les communes de Buzignargues, Saint-Hilaire-de-Beauvoir et Saint-Jean-de-Cornies sont membres de la communauté de communes du Grand Pic Saint Loup, les autres ayant rejoint la communauté de communes du Pays de Lunel.